# Taschenspieler

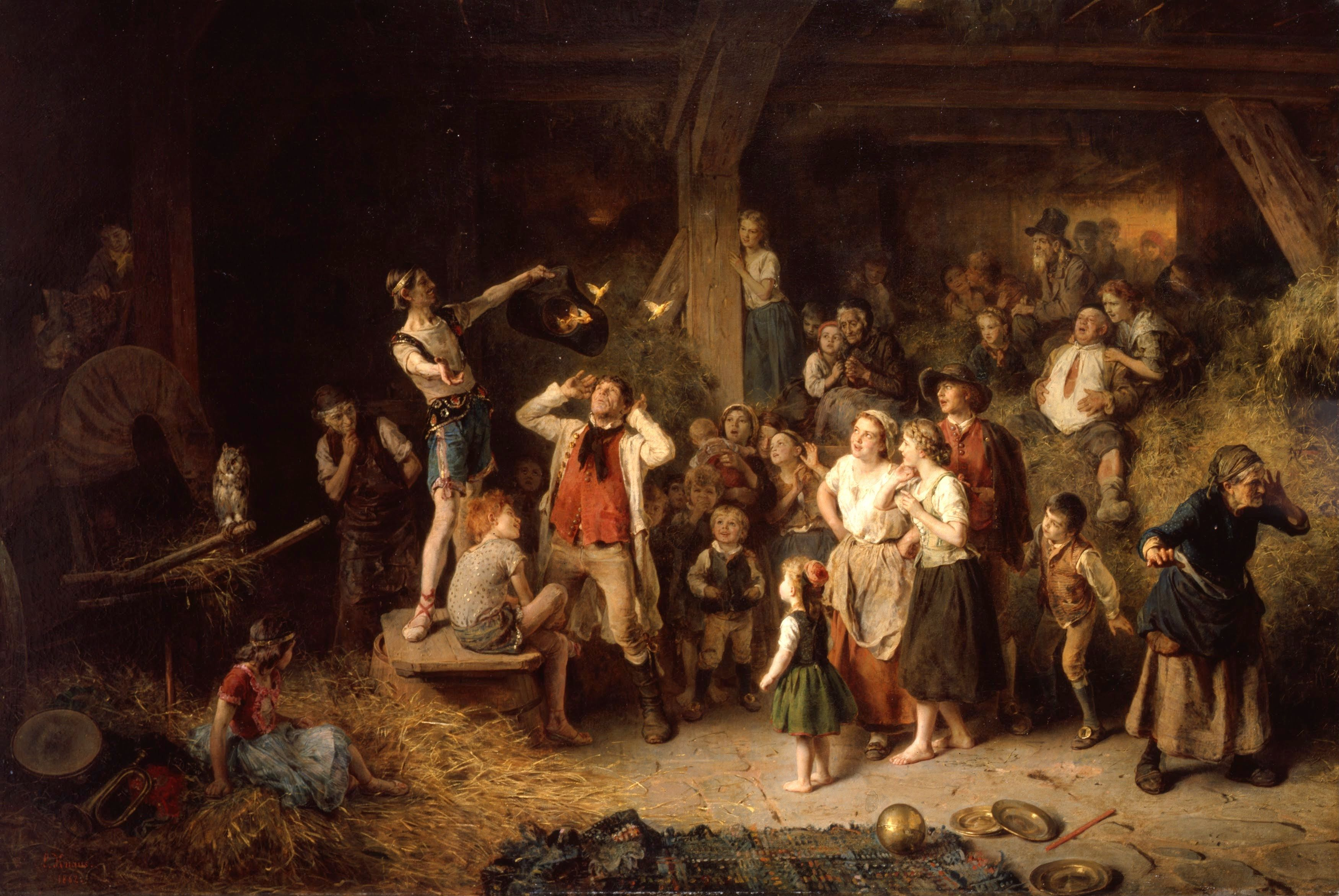
Der Taschenspieler in der Scheune, Gemälde von Ludwig Knaus, 1862

Taschenspieler wurden noch im 19. Jahrhundert jene Zauberkünstler und Gaukler genannt, die mit wenigen und kleinen Requisiten verschiedenartige verblüffende Kunststücke aufführten. Taschenspielertricks beruhen auf Täuschung des Zuschauers, die der Künstler durch Fingerfertigkeit und Ablenkung bewirkt.
Sie zählten ursprünglich zum fahrenden Volk und traten auf Jahrmärkten, in Wirtshäusern und bei höfischen Festen auf. Anders als heutige Zauberkünstler verdienten Taschenspieler ihr Geld weniger durch ihre Vorführungen, vielmehr waren sie überwiegend fliegende Händler, die durch Kunststücke Aufmerksamkeit erregten und im Anschluss ihre Waren feilboten, nicht selten Wunderelixiere. 

## Näheres

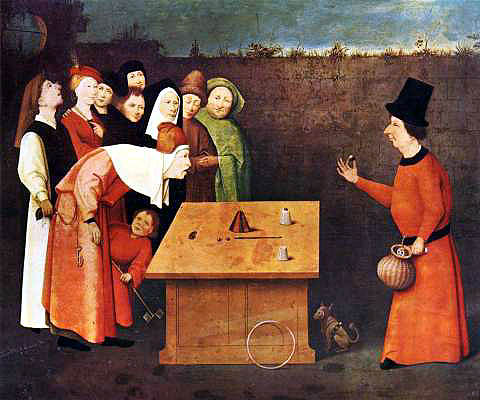
Der Gaukler, Gemälde von Hieronymus Bosch

Die Bezeichnung „Taschenspieler“ stammt von der Tasche, in welcher diese Künstler alle nötigen Requisiten zu transportieren pflegten. 
Berühmt sind die Taschenspieler Indiens und Chinas; auch im alten Griechenland und Rom waren Taschenspieler früh beliebt. In Italien zogen sie als praestigiatores, pilarii (Ballspieler) oder saccularii (Taschenkünstler) in Städten und Dörfern umher. 
Im Mittelalter waren die umherreisenden Spielleute auf den Burgen oft willkommene Vertreter der heitern Kunst (gaya scienza), manchmal zugleich auch Sänger, Musiker, Taschenspieler und Spaßmacher (joculatores, wovon Jongleur abstammt). Sie gerieten früher leicht in den gefährlichen Ruf, Zauberer zu sein. Taschenspieler gehörten keinem der Stände an, waren weitgehend rechtlos. 
Der im Mittelalter verbreitetste Taschenspielertrick war das sogenannte Becherspiel, bei dem mehrere Kugeln unter drei Bechern hin- und herwandern. Dieses als harmlose Spielerei präsentierte Kunststück gilt manchen als Vorläufer des Ende des 19. Jahrhunderts aufgekommenen betrügerischen Hütchenspiels, obwohl beide Kunststücke auf unterschiedlichen Strukturen und Tricks basieren.

### Neuere Literatur
- Eva Blimlinger: Die fahrenden, unbehausten Ehrlosen. Über die soziale Position von Gauklern, Zauberern und Seiltänzern. In: Brigitte Felderer, Ernst Strouhal: Rare Künste. Zur Kultur- und Mediengeschichte der Zauberkunst, 2006.
- Wolfgang Hartung: Die Spielleute im Mittelalter. Gaukler, Dichter, Musikanten, 2003.
- Wittus Witt: Taschenspieler-Tricks, 1986, ISBN 3-88034-273-3.

### Ältere Literatur
Eine Menge der älteren Taschenspielerkünste findet man in: 
- Johann Nicolaus Martius: Unterricht in der natürlichen Magie. Umgearbeitet von Johann Christian Wiegleb, fortgesetzt von Gottfried Erich Rosenthal. Berlin 1786–1805, 20 Bände (digitale-sammlungen.de).

Über die durch die Physik und Chemie sehr erweiterten Hilfsmittel der modernen Taschenspielerei vgl. die Werke von:
- Jean Eugène Robert-Houdin: Contidences d'un prestidigitateur. 2. Auflage, Paris 1861, 2 Bände.
- Jean Eugène Robert-Houdin: Comment on devient sorcier. Neue Ausg., das. 1877.
- Jean Eugène Robert-Houdin: Magie et physique amusante. das. 1877.
- Jules De Grandpré: Le magicien moderne. das. 1879.
- Rudolf Marian: Das Ganze der Salonmagie. Wien 1888.